# Musée d’art et d’histoire du Judaïsme

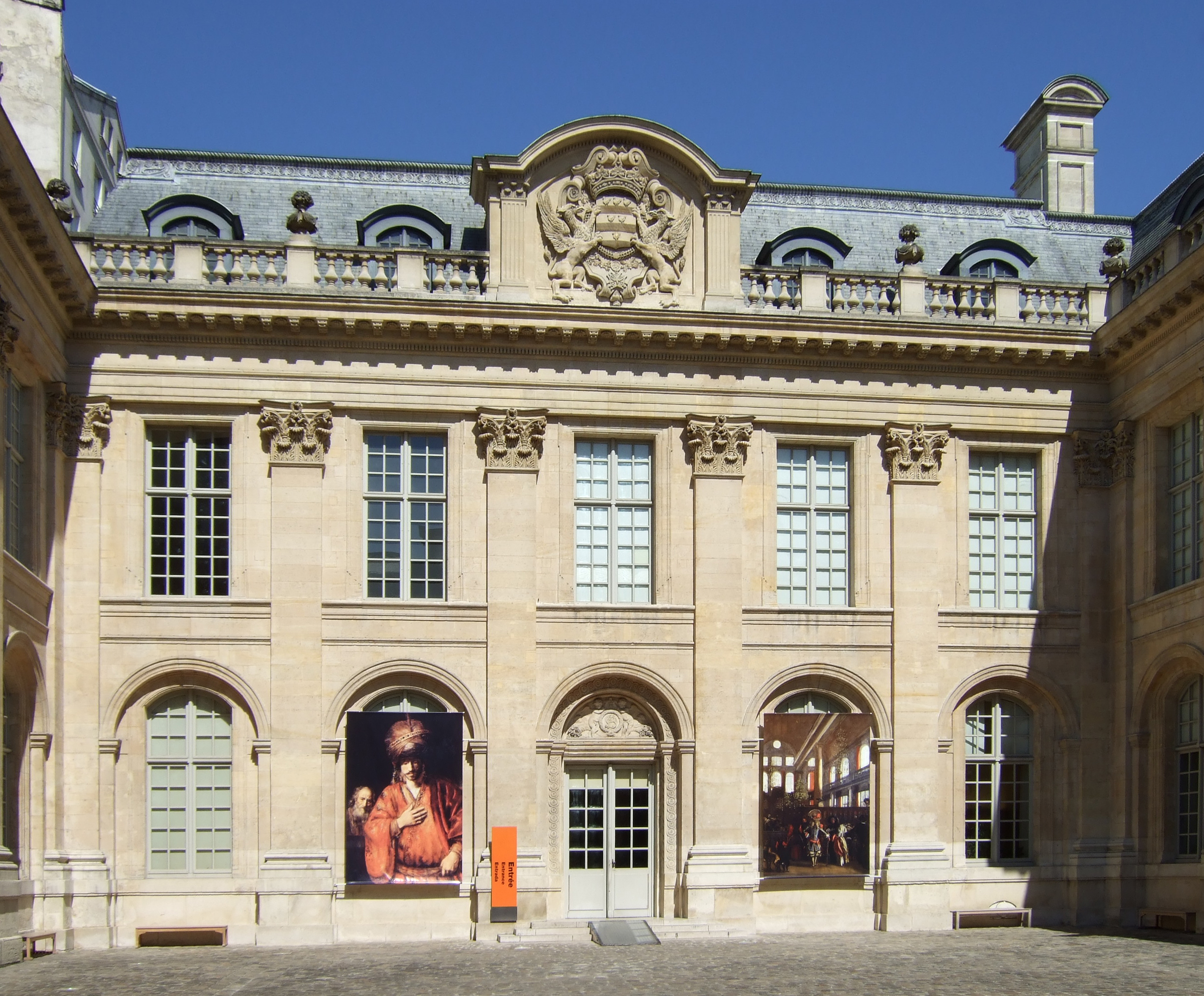
Fassade des Innenhofes des Hôtel de Saint-Aignan

Das Musée d’art et d’histoire du Judaïsme (Museum für Kunst und Geschichte des Judentums oder mahJ) ist das am 30. November 1998 eröffnete größte französische Museum für jüdische Kunst und Geschichte des Judentums. Es befindet sich im Hôtel de Saint-Aignan im Pariser Stadtteil Marais. Das Museum zeigt die Geschichte und Kultur der Juden Europas, der Levante und Nordafrikas vom Mittelalter bis zum 20. Jahrhundert. Seine Sammlung religiöser Gegenstände, Archive, Manuskripte und Kunstwerke hebt den Beitrag hervor, den die Juden in Frankreich und in der ganzen Welt, besonders im Bereich der Kunst geleistet haben. Zu den Sammlungen des Museums gehören Werke von Marc Chagall und Amedeo Modigliani. Das Museum betreibt eine Buchhandlung, eine Medienbibliothek mit einem für die Öffentlichkeit zugänglichen Online-Katalog und ein Auditorium. Es bietet Führungen in englischer Sprache während der Touristensaison (April bis Juli) an.

## Geschichte des Museums
1985 startete Claude-Gérard Marcus, Abgeordneter und Bürgermeister des 10. Arrondissement, mit Victor Klagsbald und Alain Erlande-Brandenburg ein Projekt zur Errichtung eines Museums für jüdische Kunst und Geschichte in Paris, das von der Stadt Paris und dem Ministerium für Kultur unterstützt wurde. Ziel des Projekts war, Paris mit einem dem Judentum gewidmeten Museum auszustatten und anschließend die sich in den Reserven des Nationalmuseums des Mittelalters befindenden nationalen Sammlungen zugänglich zu machen.
Das Projekt wurde ab 1988 von Laurence Sigal geleitet. Der damalige Bürgermeister von Paris, Jacques Chirac, stellte das Hotel de Saint-Aignan als Anlage für das zukünftige Museum zur Verfügung.
Die Entscheidung, das Museum im Marais zu installieren, war historisch begründet. Seit dem Ende des 18. Jahrhunderts haben viele Juden im Marais gelebt. Das Viertel ist darüber hinaus ein kulturelles Zentrum mit Museen wie dem Musée Carnavalet, dem Musée Picasso und der Schoah-Gedenkstätte (Mémorial de la Shoah).
Für die Neugestaltung des Gebäudeinneren waren die Architekten Catherine Bizouard und François Pin verantwortlich.

## Geschichte der Sammlung
Die ständige Sammlung des Museums besteht aus drei Herkunftsquellen.
- Das Jüdische Kunstmuseum von Paris, dessen Sammlung dem mahJ anvertraut wurde. Es waren hauptsächlich europäische religiöse Objekte, grafische Werke russischer und deutscher jüdischer Künstler und Künstler der Pariser Schule sowie Architekturmodelle europäischer Synagogen, die von den Nazis zerstört wurden.

- Das Nationalmuseum des Mittelalters in Paris. Diese Sammlung wurde von Isaac Strauss, einem französischen Juden aus dem 19. Jahrhundert, zusammengestellt. Auf seinen Reisen durch Europa sammelte er 149 religiöse Gegenstände, darunter Möbel, Zeremonialgegenstände und hebräische Handschriften. Ein Toraschrein aus dem 15. Jahrhundert aus Italien, Eheringe und illuminierte Ketubbot (Eheverträge) sind Beispiele für Gegenstände, die in seiner Sammlung aufbewahrt werden. Strauss gilt als erster Sammler jüdischer Gegenstände. Ein Teil seiner Sammlung wurde auf der Weltausstellung von 1878 ausgestellt. Nach Strauss' Tod erwarb Nathaniel de Rothschild 1890 die Sammlung. Sie übertrug sie dem Staat, der sie dem Musée national du Moyen Âge übergab. Sechsundsechzig seltene mittelalterliche Grabstelen, die 1894 in der Rue Pierre-Sarrazin entdeckt wurden, werden vom Cluny Museum langfristig ausgeliehen.

- Eine Reihe langfristiger Leihgaben von Museen wie dem Centre Pompidou, dem Musée d’Orsay, dem Louvre und dem Musée national des Arts d’Afrique et d’Océanie. Die Sammlung des Museums wurde außerdem durch Leihgaben des Pariser Konsistoriums, des Jüdischen Museums in Prag und mit Hilfe von Spenden der französischen Fondation du Judaïsme ergänzt. Das Museum hat auch eine große Sammlung von Fotografien erworben. Die Sammlung enthält über 1.500 dieser, hauptsächlich von jüdischen Gemeinden aus der Vergangenheit und der Gegenwart, von historischen Ereignissen und vom jüdischen architektonischen Erbe.

## Ziele
Das MahJ wählte die Periode über die jüdische Geschichte von den Anfängen in Frankreich bis zur Gründung des Staates Israel, ohne den Holocaust einzubeziehen. Das Projekt der Schoah-Gedenkstätte, zur Erinnerung an den Holocaust, bestand bereits, als das Mahj geschaffen wurde.
Die Sammlung des Museums ist chronologisch geordnet und die präsentierten Werke sind in ihrem historischen Kontext zu sehen. Im Gegensatz zu anderen europäischen jüdischen Museen folgt das MahJ nicht den Phasen des religiösen Lebens. Das Museum untersucht auch grundlegende Fragen zum Judentum und zur jüdischen Identität.
Ein beträchtlicher Teil der Sammlung besteht aus Kunstwerken vom Mittelalter bis zum frühen 20. Jahrhundert.

## Die wichtigsten Ausstellungsstücke

### Die Tore des Friedhofs
Die Darstellung eines jüdischen Friedhofs von Marc Chagall ist Teil einer breiteren Bewegung der Wiederentdeckung des Erbes und der traditionellen Volkskunst von Künstlern des frühen 20. Jahrhunderts. Als er es malte, hatte Chagall soeben das Grab seines Großvaters entdeckt: Dieses Gemälde ist zum Teil eine Reaktion auf dieses Ereignis.

### Mittelalterliche Grabsteine

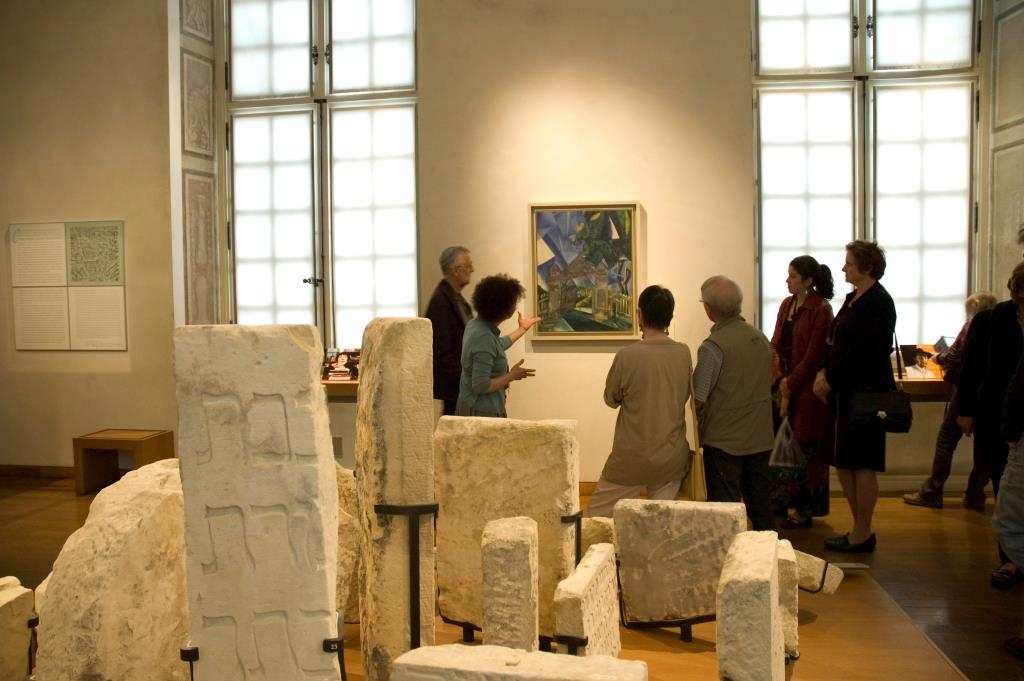
Mittelalterliche Grabsteine, Paris, 13. Jahrhundert, Kalkstein, langfristige Leihgabe aus dem Nationalmuseum des Mittelalters, Paris

Die Überreste eines jüdischen Pariser Friedhofs aus dem 13. Jahrhundert wurden im Jahr 1849 entdeckt. In dem dem französischen Judentum im Mittelalter gewidmeten Saal sind zahlreiche Grabsteine ausgestellt.

### Sukkah

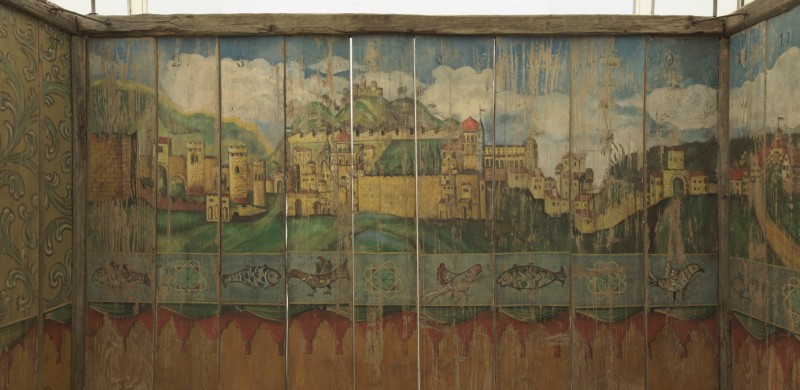
Stand für das Laubhüttenfest, Sukkah, Österreich oder Süddeutschland, spätes 19. Jahrhundert, bemaltes Kiefernholz, 220 × 285,5 cm

Die hölzerne Sukkah (Laubhütte für Sukkot) stammt aus dem 19. Jahrhundert. Die Tafeln sind mit Gemälden eines österreichischen Dorfes, den ersten Worten des Dekalogs und einem Blick auf Jerusalem verziert.

### Festgewand

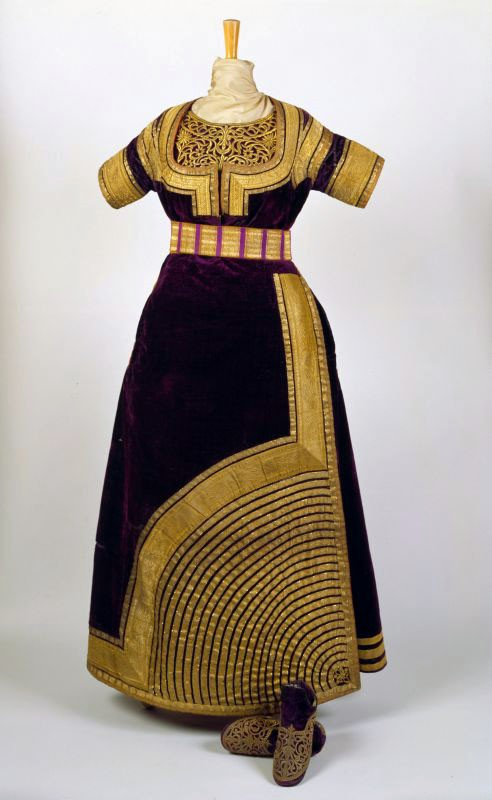
Festgewand, Kswa el Kbirah, Tetouan, Marokko, spätes 19. Jahrhundert, Seidensamt, Goldgeflecht und Futter mit gedrucktem Muster, 111 × 329 cm

Kswa el Kbirah, auch berberisca genannt, ist ein Hochzeitskleid, das typisch für die großen Küstenstädte Westmarokkos ist. Sein Design spiegelt das spanische Erbe wider, das die Herstellung dieser Tracht beeinflusst hat. Mehrere ähnliche Gewänder wurden dem Museum von marokkanischen jüdischen Familien geschenkt, die nach der Entkolonialisierung in Frankreich lebten.

### Toraschrein

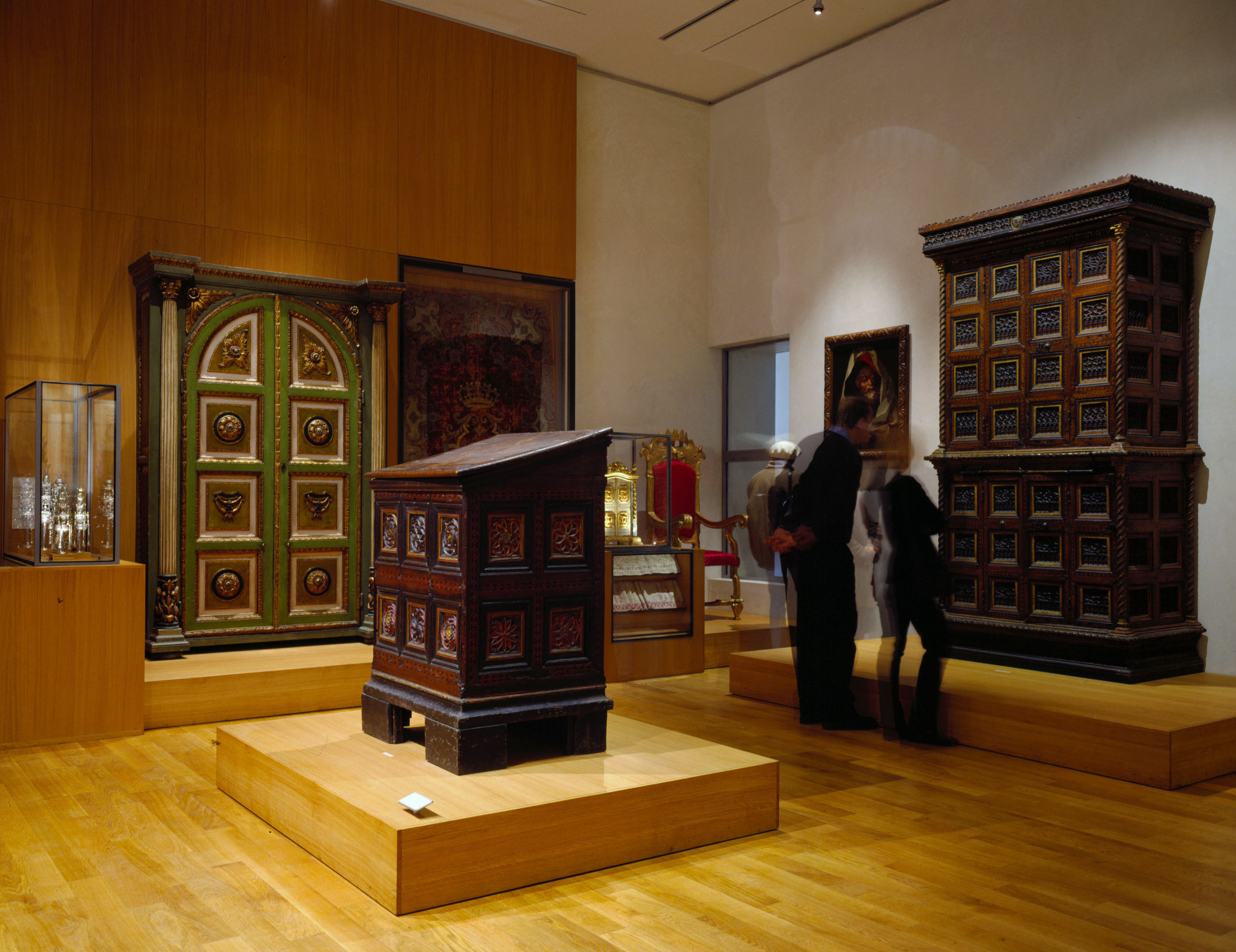
Aron ha-Kodesch, 1472, Holz, geschnitzt und eingelegt, 265 × 130 × 78 cm, langfristige Leihgabe des Nationalmuseums des Mittelalters (Musée national du Moyen Age), Paris

Der Toraschrein aus einer Synagoge in Modena ist der einzige noch existierende aschkenasische Aron ha-Kodesch des 15. Jahrhunderts. Struktur und Design erinnern an die Form eines befestigten Turms. Sie wurde wahrscheinlich von den italienischen Künstlern Lorenzo und Cristoforo Canozzi geschaffen.

### Französische Juden im Mittelalter
Im Mittelpunkt der Ausstellung in diesem Raum steht eine Sammlung von Grabsteinen eines jüdischen Friedhofs in Paris, der aus dem 13. Jahrhundert stammt. Diese Grabsteine sind das größte archäologische Fundgut, das auf französischem Boden entdeckt wurde. Am anderen Ende des Raums werden wertvolle Manuskripte in einem Schaukasten ausgestellt. Vier seltene Ritualobjekte aus der Zeit vor der Vertreibung der Juden aus Frankreich veranschaulichen die Verwurzelung des mittelalterlichen jüdischen Lebens.

### Die Juden in der italienischen Renaissance
Dieser Raum zeigt die kulturelle Pracht einiger Städte wie Modena und Venedig. Er ist der Ausstattung einer Synagoge gewidmet: darunter befinden sich ein seltener Toraschrein aus Modena, Besteck und liturgische Stickereien der italienischen jüdischen Welt. Beleuchtete Eheverträge (Ketubbot) sind in Rahmen ausgestellt. Mehrere Gemälde aus dem 18. Jahrhundert, die Marco Marcuola zugeschrieben werden, zeigen religiöse Szenen aus dem Ghetto Venedig. Ein Meisterwerk von 1720 von Alessandro Magnasco beschreibt eine spätbarocke jüdische Bestattung.

### Chanukka

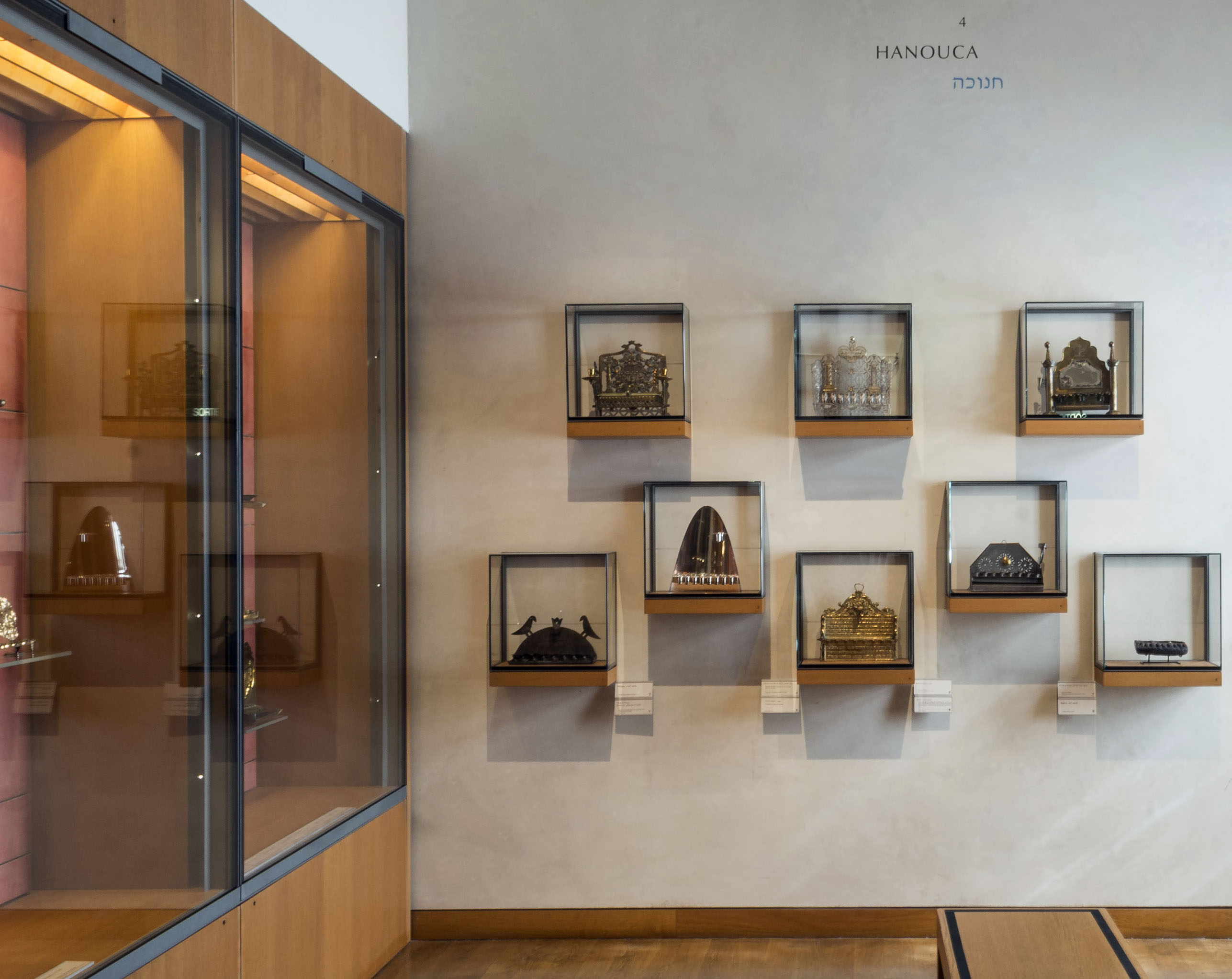
Chanukka

Ein ganzer Raum ist dem Chanukka-Fest gewidmet. Er präsentiert eine Sammlung von Hanukkiyot in verschiedenen Formen und Designs, unterschiedlichster Herkunft und aus verschiedenen Epochen.

### Amsterdam

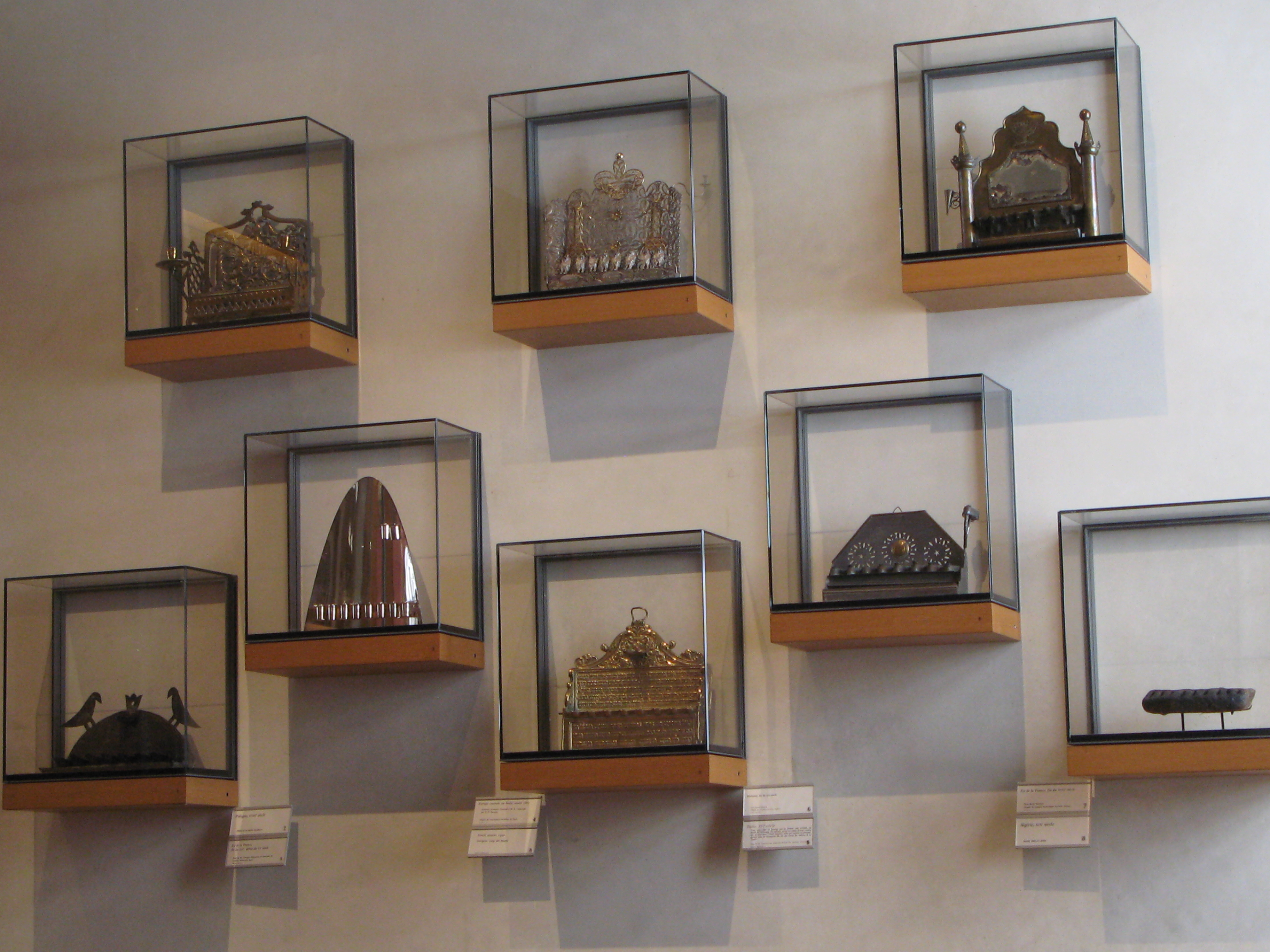
Chanukka

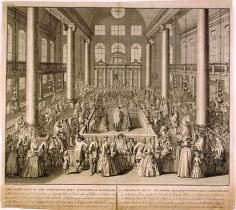
Bernard Picart: Die Einweihung der Synagoge der portugiesischen Juden in Amsterdam, Kupfergravierung, London, 1733

Eine kleine Sammlung niederländischer Stiche des 17. und 18. Jahrhunderts stellt die Wanderungen spanischer Juden nach ihrer Vertreibung aus Spanien dar. Eine Stichserie von Bernard Picart mit dem Titel Zeremonien und religiöse Gebräuche aller Völker der Welt zeigt die Rituale der neukonvertierten portugiesischen Christen, die nach ihrer Vertreibung 1496/97 wieder den jüdischen Glauben annahmen und in die Gemeinden von Amsterdam, London und Bordeaux integriert wurden. Ein Schaukasten präsentiert die Entwicklung des hebräischen Buchdrucks durch eine Darstellung von Inkunabeln und seltenen Büchern.

### Nächstes Jahr in Jerusalem
Eines der Hauptwerke des Museums ist eine österreichische Sukkah aus dem 19. Jahrhundert, die mit wichtigen Orten des Judentums geschmückt ist: der Altstadt von Jerusalem, den zehn Geboten, dem Ort, wo man lebt. Sie besteht aus Holzplatten und ist dadurch vollständig demontierbar. In diesem Abschnitt werden weitere rituelle Gegenstände und Texte vorgestellt und die drei Pilgerfeste – Pessach, Shavuot und Sukkot – beschrieben. Außerdem wird der zentrale Platz, den Jerusalem im jüdischen Bewusstsein einnimmt, hervorgehoben.

### Die aschkenasische Welt
Ein Gemälde von Samuel Hirszenberg mit dem Titel Der jüdische Friedhof (1892) beschreibt die harten Lebensbedingungen jüdischer Gemeinden in Polen und Russland, die durch die Pogrome des ausgehenden 19. Jahrhunderts verursacht wurden. Bilder von Marc Chagall zeugen von der Existenz von Juden in den Schtetl. Im Obergeschoss werden Werke über den Schabbat, über Gebete und Liturgie ausgestellt. In diesem Abschnitt wird die aschkenasische Gepflogenheit vorgestellt, bestickte oder bemalte Mappot, Leinenschals aus Windeln, die zum Wickeln eines Babys während seiner Beschneidung verwendet wurden, herzustellen.

### Die sephardische Welt
In der sephardischen Sammlung werden dieselben Themen behandelt wie in der Ashkenazi-Sammlung, um die Verwandtschaft und die Gegensätze zwischen den beiden Traditionen zu zeigen.
Die religiösen Bräuche der sephardischen Juden werden anhand von verschiedenen Textilien, Gegenständen, die dem Ritual der Synagoge dienen, und auch anhand von häuslichen Gegenständen und Volkskunst dargestellt.

### Emanzipation der französischen Juden

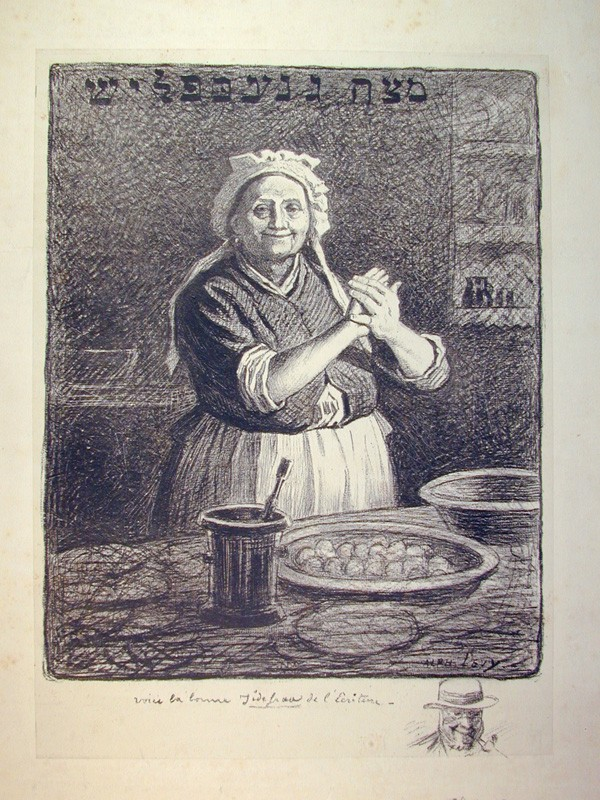
Alphonse Lévy: Matze-Gnepflisch („Matzeknödel“), Ende des 19. Jahrhunderts, mahJ

Diese Abteilung zeigt ein Panorama des französischen Judentums im 19. Jahrhundert. Sie legt den Schwerpunkt auf die wichtigsten Momente der Integration der Juden in die moderne Gesellschaft, insbesondere auf die Gründung von Konsistorien (1808), die von Napoleon Bonaparte eingeleitet wurde und dem französischen Judentum einen organisatorischen Rahmen gab. Das 19. Jahrhundert wird durch Werke von Alphonse Lévy, Édouard Brandon, Édouard Moyse, Samuel Hirszenberg, Maurycy Gottlieb und Maurycy Minkowski veranschaulicht. Der gesellschaftliche Aufstieg vieler Juden in Frankreich wird durch mehrere Porträts von politischen, wirtschaftlichen und kulturellen Persönlichkeiten wie Rachel, Adolphe Crémieux und den Brüdern Isaac Pereire und Émile Pereire dargestellt.
Diese Abteilung enthält auch Elemente des Dreyfus-Fonds’, eines Archivs, das von Alfred Dreyfus’ Enkeln dem Museum übergeben wurde. Die Dreyfus-Affäre war Ende des 19. Jahrhunderts ein bedeutendes Ereignis in Frankreich. Die Bibliothek des Museums enthält über dreihundert Publikationen dazu.
In der Mitte des Museumshofs befindet sich die acht Fuß hohe Statue Hommage au capitaine Dreyfus von Alfred Dreyfus, die 1985 von dem französischen Künstler Louis „TIM“ Mitelberg erstellt wurde. Die im Freien aufgestellte Statue ist eine Reproduktion des Originals.

### Intellektuelle und politische Bewegungen in Europa
In dieser Abteilung wird das intellektuelle Leben der europäischen Juden um die Jahrhundertwende vorgestellt, darunter die Entstehung des Zionismus, die Wiederbelebung der hebräischen Sprache, das Aufblühen der jiddischen Kultur und die Entwicklung politischer Bewegungen in Russland und Polen wie der Bund. Ein kleiner Abschnitt ist der Gründung des Staates Israel gewidmet.

### Jüdische Präsenz in der Kunst des 20. Jahrhunderts
Dieser Raum enthält Werke des frühen 20. Jahrhunderts auf Papier und Bücher, die die Wiedergeburt der jüdischen Kultur in Deutschland und Russland zu dieser Zeit veranschaulichen.
Diese Abteilung zeigt den Beitrag jüdischer Künstler zur Weltkunst im frühen 20. Jahrhundert. Sie stellt Künstler der Pariser Schule dar wie Pascin, Amedeo Modigliani, Chaim Soutine, Michel Kikoïne, Jacques Lipschitz und Chana Orloff. Das Museum hat eine Archivsammlung von über tausend Dokumenten über den Künstler Jacques Lipschitz erworben, darunter zahlreiche Fotografien und Manuskripte.

### Jude sein in Paris im Jahr 1939
Um diese Präsentation zu ergänzen, hat der zeitgenössische Künstler Christian Boltanski eine Installation eingerichtet, die sich in einem kleinen Innenhof innerhalb des Museums befindet. Sie besteht aus den Namen der jüdischen und nichtjüdischen Bewohner des Hotels de Saint-Aignan am Vorabend des Zweiten Weltkriegs. Die Installation enthüllt die Geschichte der Menschen, die vor dem Krieg in dem Gebäude lebten.

## Status
Das Museum für Kunst und Geschichte des Judentums ist ein gemeinnütziger Verein. Es ist ein öffentliches Museum, das von der Stadt Paris und dem Ministerium für Kultur gefördert wird. Sein Vorstand besteht aus fünf Vertretern dieses Ministeriums, fünf von der Stadt Paris, sechs aus jüdischen Institutionen; und vier Personen, die von der Pro mahJ Stiftung ausgewählt wurden.

## Die Pro MahJ Stiftung
Die Pro MahJ wurde 2003 gegründet, um die Aktivitäten des Museums einschließlich der Finanzierung von Ausstellungen und Publikationen zu unterstützen und um die Sammlung zu bereichern. Sie wurde auf Initiative von Claire Maratier (1915–2013), Tochter des Malers Michel Kikoin, gegründet. Die Stiftung erhält Spenden und Hinterlassenschaften, um das Museum finanziell zu unterstützen. Der Maratier-Preis wird alle zwei Jahre an einen zeitgenössischen Künstler vergeben.

## Ausstellungen und Installationen
Das Museum fördert zeitgenössische jüdische Kunst, indem es temporäre Ausstellungen organisiert. Im November 2016 wurde eine temporäre Installation des zeitgenössischen israelischen Künstlers Sigalit Landau unter dem Titel Miqlat (Schutz) im Innenhof des Museums ausgestellt. Das Museum zeigte auch zwei Werke des israelischen Künstlers Moshe Ninio: Glass (es) und Morgen. In der Vergangenheit hat das Museum moderne und zeitgenössische Künstler wie Sophie Calle, Gotlib, Christian Boltanski, Michel Nedjar und Micha Ullman ausgestellt.